# Pivovar Veverská Bitýška
Pivovar Veverská Bítýška stával v obci Veverská Bítýška.

## Historie
Přesné datum založení pivovaru neznáme. V 15. století se v okolí městečka pěstoval chmel, a proto se dá předpokládat, že už v té době zde stál pivovar. V roce 1524 potvrdil majitel panství Veveří, kam obec spadala, Zikmund z Ludanic městečku svobodný šenk piva a vína. V té době zde existoval panský pivovar. V roce 1585 omezil Znata z Lomnice svobodu šenku pouze na víno. V roce 1615 vypsal Zikmund z Tiefenbachu břemena obyvatel, mezi které patřilo také česání na panských chmelnicích. Provoz pivovaru byl s největší pravděpodobností ukončen v roce 1585. Jaký měla budova pivovaru poté osud a kdy byla zbourána neznáme. Není ani známo místo, kde pivovar stál.